# ナショナル・ボード・オブ・レビュー賞 (2017年)
89th NBR Awards

作品賞: 
『ペンタゴン・ペーパーズ/最高機密文書』
第89回ナショナル・ボード・オブ・レビュー賞は2017年の映画を対象とした賞であり、2017年11月28日に受賞者が発表された。

## 受賞一覧

### 作品賞
- 『ペンタゴン・ペーパーズ/最高機密文書』（スティーヴン・スピルバーグ監督）

### 作品賞トップ10
※原題のアルファベット順
- 『ベイビー・ドライバー』
- 『君の名前で僕を呼んで』
- 『ディザスター・アーティスト』
- 『ダウンサイズ』
- 『ダンケルク』
- 『フロリダ・プロジェクト 真夏の魔法』
- 『ゲット・アウト』
- 『レディ・バード』
- 『LOGAN/ローガン』
- 『ファントム・スレッド』

### 監督賞
- グレタ・ガーウィグ - 『レディ・バード』

### 主演男優賞
- トム・ハンクス - 『ペンタゴン・ペーパーズ/最高機密文書』

### 主演女優賞
- メリル・ストリープ - 『ペンタゴン・ペーパーズ/最高機密文書』

### 助演男優賞
- ウィレム・デフォー - 『フロリダ・プロジェクト 真夏の魔法』

### 助演女優賞
- ローリー・メトカーフ - 『レディ・バード』

### アンサンブル演技賞
- 『ゲット・アウト』

### ブレイクスルー演技賞
- ティモシー・シャラメ - 『君の名前で僕を呼んで』

### 新人監督賞
- ジョーダン・ピール - 『ゲット・アウト』

### 脚本賞
- ポール・トーマス・アンダーソン - 『ファントム・スレッド』

### 脚色賞
- スコット・ノイスタッター、マイケル・H・ウェバー（英語版） - 『ディザスター・アーティスト』

### インディペンデント映画トップ10
※原題のアルファベット順
- 『ベアトリス・アット・ディナー』
- 『ブリグズビー・ベア』
- 『A GHOST STORY ア・ゴースト・ストーリー』
- 『レディ・マクベス（英語版）』
- 『ローガン・ラッキー』
- 『ゴッホ 最期の手紙』
- 『Menashe』
- 『嘘はフィクサーのはじまり』
- 『パティ・ケイク$』
- 『ウィンド・リバー』

### アニメーション映画賞
- 『リメンバー・ミー』（リー・アンクリッチ、エイドリアン・モリーナ（英語版）監督）

### 外国語映画賞
- 『運命は踊る』（サミュエル・マオズ監督） イスラエル

### 外国語映画トップ5
※英題のアルファベット順
- 『ナチュラルウーマン』 チリ
- 『婚約者の友人（英語版）』 フランス
- 『ラブレス』 ロシア
- 『夏、1993』 スペイン
- 『ザ・スクエア 思いやりの聖域』 スウェーデン、 デンマーク、 ドイツ、 フランス

### ドキュメンタリー映画賞
- 『ジェーン』（ブレット・モーガン（英語版）監督）

### ドキュメンタリー映画トップ5
※原題のアルファベット順
- 『Abacus: Small Enough to Jail』
- 『Brimstone&Glory』
- 『エリック・クラプトン 〜12小節の人生〜』
- 『顔たち、ところどころ』
- 『Hell on Earth: The Fall of Syria and the Rise of ISIS』

### スポットライト賞
- パティ・ジェンキンスとガル・ガドットの『ワンダーウーマン』における創造的なコラボレーションに対して

### 表現の自由賞
- 『最初に父が殺された』
- 『Let It Fall: Los Angeles 1982–1992』